# Gens Larcia
La gens Lartia, a veces deletreado Larcia o Largia, fue una familia patricia de la Antigua Roma, distinguida a principios de la República a través de dos de sus miembros, Tito Larcio, el primer dictador, y Espurio Larcio, el compañero de Horacio Cocles en el Puente Sublicio. El nombre desaparece enteramente de los anales poco después. Una familia con este nombre existió en el Imperio temprano, pero su relación con los Lartii de la República temprana es desconocida.

## Origen de la gens
Los Lartii eran de origen etrusco, como muestra claramente su nombre. El nomen Lartius es un apellido patronímico, basado en el praenomen etrusco Lars.  Este nombre, que significa «señor», es normalmente deletreado Larth en las inscripciones etruscas, pero escritores latinos también utilizan Lars en lugar de los praenomina Laris y Larce, aparentemente nombres distintos en etrusco. El nomen es siempre deletreado Lartius en Tito Livio, mientras Dionisio de Halicarnaso alterna entre Λάρκιος (Larcius) y Λάργιος (Largius). Las tres formas aparecen en inscripciones latinas. Sin embargo, como el nomen es derivado de Larth o Lars, la forma latina normal tendría que ser Lartius.

## Praenomina utilizados por la gens
Los únicos praenomina asociados con los Lartii de la República temprana son Titus y Spurius.

## Ramas y cognomina de la gens
Según Dionisio, los Lartii llevaban el apellido Flavus. Sin embargo, se ha encontrado Rufus en lugar de Flavus en algunas inscripciones. Como se sabe que los cónsules de la República temprana eran hermanos, parece posible que uno de ellos, que tuviera cabello rubio, se apellidara Flavus, mientras el otro, de cabello rojo, se apellidara Rufus. Los cognomina son ahora tan confundidos que es imposible  determinar cuál era cuál.